# 白庙镇 (岳池县)
白庙镇，是中华人民共和国四川省广安市岳池县下辖的一个乡镇级行政单位。2019年12月，撤销粽粑乡，将其所属行政区域划归白庙镇管辖。

## 行政区划
白庙镇下辖以下地区：
白玉社区、黄莲桥村、新店子村、玉皇沟村、长深沟村、九洞桥村、郭家坝村、李家店村、陆墙院村、金竹沟村、白龙桥村、杨柳村、莲花台村、安家观村、三溪口村、安宁寺村、舞凤山村、冬笋沟村、郑家村、龙音寺村、鲁班迹村、瞿家店村、李白寺村、拱桥村、三教寺村和菊花村。